# Palacio de Festo
El Palacio de Festo (en griego, Φαιστός: Phaistós) es una estructura arquitectónica, ejemplo típico de la arquitectura minoica y de los palacios minoicos, que está situado en Festo, al sur de Creta.

## Ubicación
El palacio se halla sobre una de las colinas de la zona, la más oriental. No es un lugar inexpugnable, por lo que la elección del lugar no parece estar ligada a necesidades de defensa, sino a su ubicación estratégica. Dominaba la llanura de Mesará, en cuyo extremo occidental estaba ubicado. Pese a estar situado en una zona interior, controlaba los accesos al mar del golfo de Mesará, que disponía de varios puertos.  

## Cronología
El palacio viejo, como los de Cnosos y Malia, fue construido hacia el 2000 a. C. y estuvo en uso hasta el 1700 a. C. cuando fue destruido por el fuego. Sobre sus ruinas se construyó el palacio nuevo. Puesto que cuando se construyó este segundo palacio, se elevó el nivel del suelo, los restos del antiguo han quedado relativamente bien conservados. Este palacio nuevo fue destruido a mediados del siglo XV a. C. como otros palacios minoicos.
Después del abandono del palacio algunas partes del asentamiento de Festo permanecieron ocupadas. En la Época Arcaica se construyó el templo de la Gran Madre o Rea en los restos del antiguo palacio, en la parte sur. 

## Excavaciones arqueológicas y conservación
Los palacios fueron estudiados por Federico Halbherr y Antonio Taramelli desde 1884. Durante las excavaciones de la segunda mitad del siglo XX se hicieron trabajos de consolidación y restauración. Algunas de los objetos allí encontrados se exhiben en el Museo Arqueológico de Heraclión.

## Características

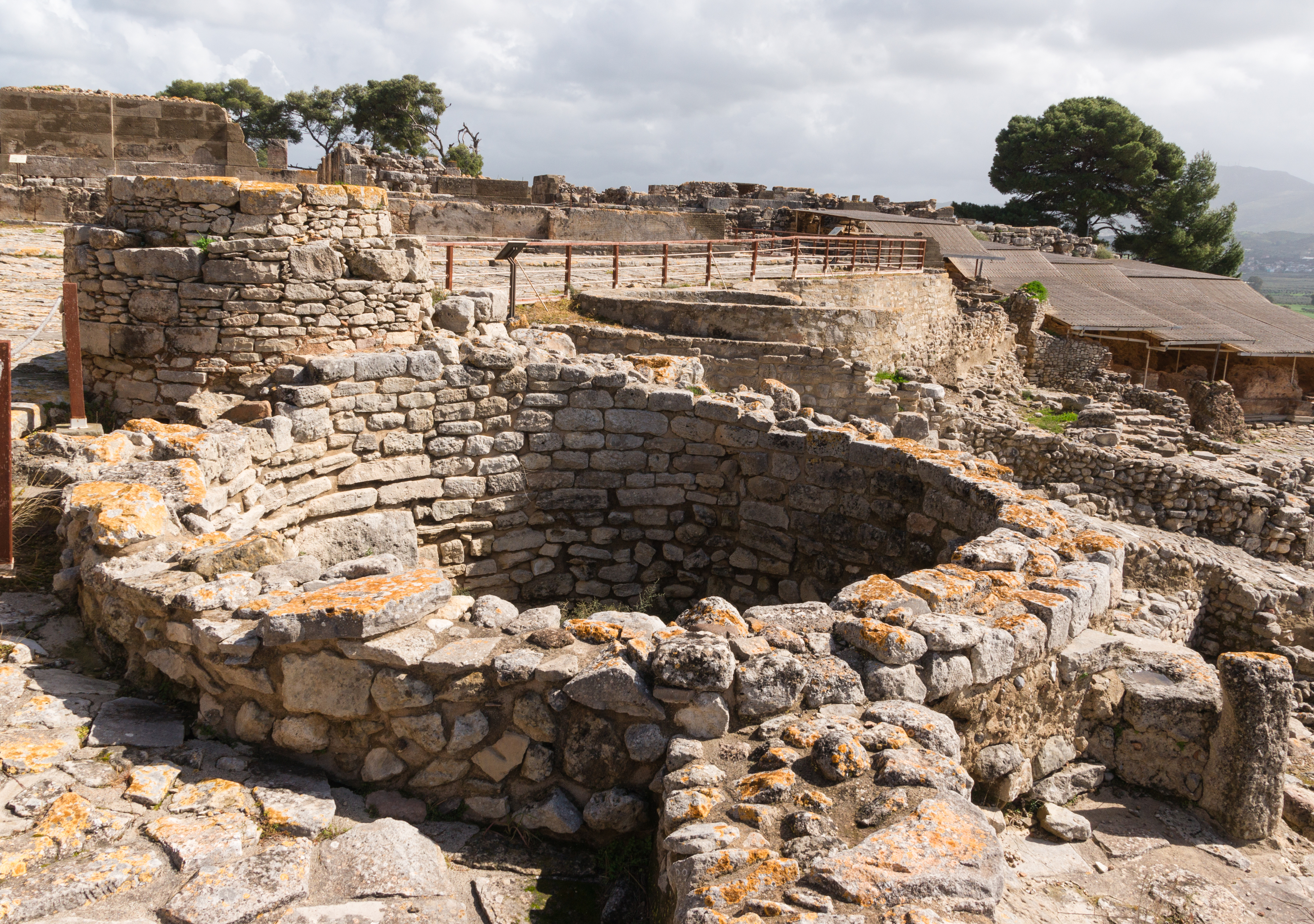
Uno de los llamados kouloures, que posiblemente tenía una función de silo para almacenar grano.

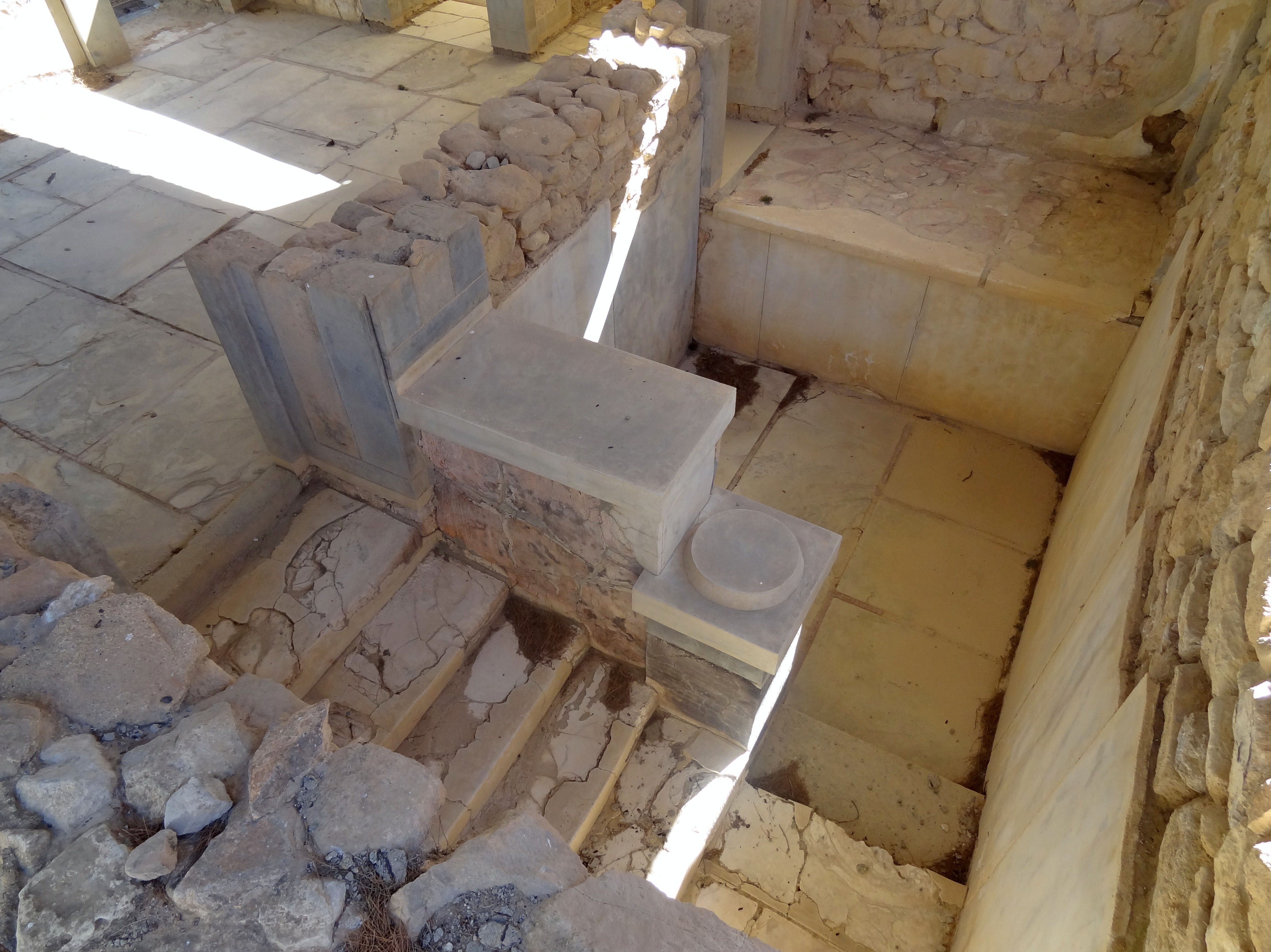
Piscina lustral

El principal acceso al palacio se realizaba desde un patio occidental, que era un área que se interpreta como una especie de teatro o donde se realizaban reuniones públicas, dada la presencia de una estructura escalonada como si fuera una grada. Un camino procesional cruzaba este patio en diagonal. En una zona de este patio había betilos y en otra parte del mismo había unas estructuras circulares que se han denominado kouloures y que podrían haber albergado árboles sagrados o, según la opinión predominante, servir como silos para almacenar grano. Por otra parte, es llamativa la fachada occidental, formada por grandes sillares. El palacio antiguo contaba con un santuario tripartito en un extremo del patio y con un propileo de una sola columna, pero el propileo o entrada monumental al palacio nuevo es la estructura de este tipo más impresionante que se conoce del periodo minoico.
El ala suroeste tenía tres pisos de altura y grandes ventanas. Tras el propileo se hallaba un vestíbulo y una escalera. Bajando la escalera se llegaba a los almacenes y a un lado de la misma, había un baño lustral. Había un corredor que conectaba el patio occidental con el gran patio central del palacio.
Algunas estancias que había en el lado occidental del patio central se interpretan como santuarios, dado que en ellos se han hallado algunos objetos votivos y también el símbolo de la doble hacha. El lado oriental estaba dedicado a talleres de producción. En el ala norte se halla otra puerta de acceso, un pequeño patio, una sala que tenía un pórtico y estancias residenciales. También había una tubería para el drenaje del agua de lluvia. Algunas estancias estaban decoradas con frescos y con pavimento de alabastro. Otro corredor conducía desde el patio norte a otro patio oriental donde se hallaron dos tornos de alfarero.
En el palacio de Festo se han hallado algunas tablillas con inscripciones en lineal A en un contexto cronológico del periodo Minoico Medio IIIB, lo que las sitúa entre las más antiguas halladas de este sistema de escritura, solo por detrás de una tablilla de Cnosos. También se han hallado textos en jeroglífico cretense.